# بير يوهانسون (نقابي)
بير يوهانسون (بالسويدية: Per Johansson)‏ هو نقابي سويدي، ولد في 28 يونيو 1960.